# Antepipona bipustulata
Antepipona bipustulata är en stekelart som först beskrevs av Henri Saussure 1856.  Antepipona bipustulata ingår i släktet Antepipona och familjen Eumenidae. Inga underarter finns listade i Catalogue of Life.